# アバンダンウェア
アバンダンウェア (Abandonware) とは、著作権者が既に販売をやめたりサポートしていないソフトウェア、あるいは様々な理由により、誰が著作権者であるか不明なソフトウェアを指すために用いられる語である。
この用語は法的な意味を持たない。すなわち「アバンダンウェア」と呼ばれているソフトウェアの複製物を、著作権者の許諾なしに取得することが法的に許されているわけではない。著作権者がその著作権を放棄するなどの理由により著作権が消滅しない限り、全てのアバンダンウェアは著作権の保護期間が経過するまで、著作権の対象となる。

## アバンダンウェアの歴史
アバンダンウェアは、インターネット時代が到来するまでは目立つ存在ではなかった。インターネットによって多くの人々がそれにアクセスできるようになったのである。アメリカにおける初期のアバンダンウェアサイトとして、Classic Trash や Home of the Underdogs がある。
1997年、ESA（当時の名称はIDSA）が加盟業者のゲームがダウンロード可能となっているサイトに対して訴訟を起こす動きがあった。このため多くのサイトが閉鎖された。

## アバンダンウェアと著作権法
いかなる国の著作権法でもアバンダンウェアに関する規定は見あたらず、一定期間、著作権者に独占的に著作権を付与する建前になっている。

### アメリカ合衆国
アメリカ合衆国においては、連邦商標法 (英語: Lanham Act) には、商標の使用を再開しない意図をもってその使用が中断されたときは、商標権は放棄されたとみなす旨の規定が存在するのに対し、著作権法には著作権者によって著作物が利用されていないことをもって、著作権が放棄されたとみなす旨の規定はない。また、著作権を放棄して、著作物をパブリックドメインとするためには、文書による明確な手続きが必要である。
アバンダンウェアは（利益とは無関係に）「独占権」を与えると述べた条文（アメリカ合衆国憲法第1条第8節(8)）に矛盾すると考えられるため、米国では、アバンダンウェアを著作権者の許諾なしに利用することは、法的に認められない。2003年、アメリカ合衆国最高裁判所は「エルドレッド対アシュクロフト裁判」（537 U.S. 186）においてこれについて明確化した。この裁判では著作権期間の延長（通常認められる期間をさらに20年延長する規定）の正当性について判断を下したものである。判決によれば、著作権期間が有限である限り憲法には違反しないとされた。したがって、米国においては保護期間が満了するまで著作権は保護され、著作者に独占的権利が与えられるのである（期間は70年から120年）。

### 日本
日本においては、著作権の放棄には、新聞広告などにより積極的な意思表示をすることが必要であるか否かについて争いがあるものの、放棄の意思表示自体が必要であることは問題がなく、権利の不行使の事実をもってパブリックドメインとすることはできない。消滅時効との関係でも、著作権侵害により生じた損害賠償請求権の消滅時効はともかくとして、著作権自体は、20年間の不行使状態があった（民法167条2項）としても、消滅時効にはかからず、法定の保護期間の満了をもって権利が消滅するとされる（東京高裁平成13年9月18日判決）。
したがって、アバンダンウェアの利用について著作権による制限が課されないのは、著作権放棄や、著作権の保護期間満了の場合のほか、自然人たる著作権者が相続人なく死亡したり、法人たる著作権者が解散した場合に、相続財産清算人や清算人が著作権を譲渡することなく清算手続を結了した場合に限られることになる（著作権法62条）。この場合でも著作権が消滅したがゆえに利用に制限が課されないのであり、著作権が存続しているにもかかわらず利用が制限されないわけではない。

## 有名なアバンダンウェア
最も一般的なアバンダンウェアは古いコンピュータゲームであり、エミュレータ上で利用されることが多い。
古いゲームの方が新しいゲームよりも面白いと感じる人もいる。その原因として古いゲームの設計者はグラフィックスよりもゲームそのものに注力せざるを得なかったことが挙げられる。そういったゲームはインターネット上で配布されることでセカンドライフを与えられる。そのような守旧派ゲーマーがエミュレータの人気を支えている。アバンダンウェアのファンとは、市場に既に存在しなくなったゲームを楽しむ人々を指す。何らかの懐古がそういったアバンダンウェアの人気を支えている場合もある。

## 著作権の行使
アバンダンウェアの著作権は積極的には行使されないことが多い。これは著作権者である企業が著作権を譲渡することなく廃業状態となった場合もあるし、そのソフトウェアが古くなったことから、意図的に著作権を行使しない場合もある。ただし、一部の企業は利益を生み出さなくなった古いゲームなどの著作権を強烈に主張している。
アバンダンウェアを著作権者の許諾なしに利用することを認めるべきとする見解の支持者は、新しいソフトウェアをコピーするよりもそのような古いソフトウェアのコピーを作る方が罪は軽いと主張する。著作権法を知らない人がこの意味を取り違えてアバンダンウェアを合法的に配布可能と信じてしまうことがあるが、著作権の保護期間が満了するほど古いソフトウェアは存在しないし、開発した企業が既に存在していないとしても著作権を誰かが譲り受けている場合もある。
アバンダンウェアであるとしても、著作権は存続しているので、このソフトウェアの転送（ダウンロード）は著作権侵害である。著作権を行使するためにかかる金と時間が、そのソフトウェアを販売して得られるものよりも大きいと推定されるアバンダンウェアが配布されている。インターネット上のアバンダンウェアの存在は、その著作権を著作権が防御しようとしているかどうかに依存している。例えば、コレコビジョンのゲームはインテレビジョンのゲームよりも見つけやすい。前者のゲームを販売している会社は既に存在しないが、後者のゲームを販売している会社は今も存在しているからである。
企業はソフトウェアの著作権を放棄してパブリックドメインにしたり、フリーウェアやオープンソースにライセンス形態を変更したりすることがある。id Softwareはいち早くそのような方針を採用した企業であり、古いゲームをオープンソースライセンスでリリースしている。別の例としてAmstradがある。AmstradはZX SpectrumのハードウェアROMのエミュレーションのサポートとソフトウェアの無料配布を行っている。パブリックドメイン化や自由ソフトウェア化は完全に合法であり、アバンダンウェアとは区別して考える必要がある。ソフトウェア企業がソフトウェアをフリーに配布することは珍しい。しかし、ノベルやサン・マイクロシステムズなど多くの企業は実験的に最新ソフトウェアをオープンソースの自由ソフトウェアとしてリリースしている。その場合、ユーザーはソフトウェアを再配布可能であるだけでなく、オリジナルと同じライセンスでリリースするという条件で販売したり改造したりすることができる。
最近ではマイクロソフト等も限定的ではあるがそれらに追随する動きがある。
日本国内ではこういった動きに対して反応する企業は非常に少ないが、アリスソフト等、ごく一部にこのような動きに追随し古いソフトウェアを特定ライセンスの元で開放する場合もある。

## 古い著作権がまだ有効な場合
アバンダンウェアと oldwarez（通常5年以上経った古いソフトウェア）は同義であると誤解されている。これは必ずしも正しくない。というのも、いくつかのソフトウェア企業（例えば Apogee）は古いタイトルを数多く販売しており、それを無料配布する人々を追跡している。Atari 2600のゲームは、誰もアタリの本来のゲームを買わないだろうという推定に基づいてインターネット上で配布されている。しかし、携帯電話製造業者はそれらのゲームを使う権利を購入しており、携帯電話への移植をすることが可能となっている。
ゲーム販売業者は、そのゲームが現に販売されているかどうかに関わらず、全てのアバンダンウェア配布が有害であると主張している。その理由は任天堂やアクティビジョンのような企業が古いゲームを新しいプラットフォーム（ニンテンドー ゲームキューブ、ゲームボーイアドバンス、プレイステーション2）に移植してリリースしているからである。そのためアバンダンウェアにも潜在的な価値があり、それをインターネット上で無料配布されることによって得られたかもしれない利益が減少すると考えられるからである。しかし、反対の主張もされている。すなわち、アバンダンウェアの配布によってそのゲームの人気が高まり、新たに移植した製品の売り上げに貢献しているというものである。また、そのような移植版のリリースに際しては、多くのアバンダンウェアサイトで同タイトルのコピーが削除されている。古典的タイトルの移植版はオリジナル版ほど良いものではないとも言われることがある。これらの主張はゲーム機のゲームに関するもので、PC用の古いゲームが移植されて再リリースされることは珍しい。
Xbox、プレイステーション2、ゲームキューブでは古典的ゲームのコンピレーションが人気となっている。カプコンなど多くの企業がコンピレーションディスクをリリースしている。また、古いゲームを続編に同梱する企業も多い。 任天堂ゲームボーイアドバンスなどの携帯ゲーム機では、古典的なゲームが再リリースされたり移植されたりしている。

## 利用可能な主なソフトウェア

### ゲーム
以下は従来、有料のゲームであったが、著作権者が様々な理由で無料でダウンロード可能としているもの。多くは続編の宣伝目的だったり、コンピレーションだったりする。

### 他のソフトウェア
アバンダンウェアはゲームだけではない。以下は著作権者がリリースしたソフトウェアである。
- Turbo Pascal v1.00A (1983年), MS-DOS向け16ビットPascalコンパイラとIDE[1]。
- Turbo Pascal v3.02A (1986年), MS-DOS向け16ビットPascalコンパイラとIDE[2]。
- Turbo C v2.01 (1987年), MS-DOS向け16ビットCコンパイラとIDE[3]。
- Turbo Pascal v5.5 (1989年), MS-DOS向け16ビットPascalコンパイラとIDE[4]。
- Turbo C++ v1.01 (1990年), MS-DOS向け16ビットC++コンパイラとIDE[5]。
- Delphi 1.0 C/S (1995年), Windows向け16ビットObject PascalコンパイラとIDE[6]。
- C++Builder 1.0 C/S (1997年), Windows向け32ビットC++コンパイラとIDE[7]。
- Version 7 Unix (別名："V7 UNIX") (1979年)、UNIXオペレーティングシステムの重要かつ初期のバージョン。PDP-11ミニコンピュータ上で動作。2002年にカルデラ社が自由ソフトウェアとしてリリースした[8]。現在ではエミュレーションで動作可能。V7 UNIX には世界初のCコンパイラが含まれている。

### アバンダンウェアサイト
いずれも英文
- La Mazmorra Abandon
- Remain In Play — 著作権者が公式にリリースしたアバンダンウェアだけを集めたサイト
- World of Spectrum — 合法な ZX Spectrum 向けアーカイブ。Spectrum の権利者であるAmstradからの許可を得ている。

### アバンダンウェアの法的問題を扱っているサイト
いずれも英文
- Abandonwarez: the pros and the cons
- 10 Big Myths about copyright explained